# فرانچسکو روسی (بازیکن فوتبال، زاده ۱۹۹۱)
فرانچسکو روسی (انگلیسی: Francesco Rossi؛ زادهٔ ۲۷ آوریل ۱۹۹۱) بازیکن فوتبال اهل ایتالیا است‌ که برای باشگاه آتالانتا بازی می‌کند.
از باشگاه‌هایی که در آن بازی کرده‌است می‌توان به باشگاه فوتبال آ. ث. لومتزانه و باشگاه فوتبال آتالانتا اشاره کرد.
وی همچنین در تیم‌های ملی فوتبال زیر ۲۰ سال ایتالیا و زیر ۲۱ سال ایتالیا بازی کرده‌است.